# OSG de Meergronden
Openbare scholengemeenschap de Meergronden is een openbare middelbare school in Almere Haven. De scholengemeenschap telt 1600 leerlingen. Hiermee is het de op een na grootste school van Almere. De Meergronden is ook de oudste school van Almere.
De Meergronden kent zowel een vmbo-, havo- als vwo-opleiding. Op de afdelingen mavo/havo, havo en vwo wordt tweetalig onderwijs (Engels/Nederlands) aangeboden.
Van eind 2010 tot 2012 is de school gerenoveerd. Het schoolgebouw is oorspronkelijk ontworpen door ir. Dick van Mourik.

## Bekende (ex-)leerlingen
- Wouter Jolie (Nederlands hockey-international)
- Johan Fretz (cabaretier)
- Jennifer de Jong (actrice)